# Propallene curtipalpus
Propallene curtipalpus is een zeespin uit de familie Callipallenidae. De soort behoort tot het geslacht Propallene. Propallene curtipalpus werd in 1988 voor het eerst wetenschappelijk beschreven door Child. 